# Cantón de Saint-Aubin-du-Cormier
El cantón de Saint-Aubin-du-Cormier era una división administrativa francesa, que estaba situada en el departamento de Ille y Vilaine y la región de Bretaña.

## Composición
El cantón estaba formado por diez comunas:
- Gosné
- La Chapelle-Saint-Aubert
- Mézières-sur-Couesnon
- Saint-Aubin-du-Cormier
- Saint-Christophe-de-Valains
- Saint-Georges-de-Chesné
- Saint-Jean-sur-Couesnon
- Saint-Marc-sur-Couesnon
- Saint-Ouen-des-Alleux
- Vendel

## Supresión del cantón de Saint-Aubin-du-Cormier
En aplicación del Decreto nº 2014-177 de 18 de febrero de 2014, el cantón de Saint-Aubin-du-Cormier fue suprimido el 22 de marzo de 2015 y sus 10 comunas pasaron a formar parte del nuevo cantón de Fougères-1.